# ビューティフル・ボーイ (2018年の映画)
『ビューティフル・ボーイ』(Beautiful Boy)は、2018年のアメリカ合衆国の伝記映画。監督はフェリックス・ヴァン・フルーニンゲン、主演はスティーヴ・カレルとティモシー・シャラメ、共演はモーラ・ティアニーとエイミー・ライアンなど。実話をもとに、薬物依存症に陥ってもがき苦しむ青年と彼を懸命に支え続ける父親の姿を描いている。

## ストーリー
薬物中毒に悩む青年を父親の視点から描き、青年の薬物依存の治療の成功、中毒の再発、回復を描きだす。
在宅勤務のデヴィッドは現在の妻・カレンや彼女との2人の子供たち、前妻・ヴィッキーとの長男・ニックの5人で仲良く暮らしている。デヴィッドはカレンの了承を得て、ロサンゼルスで暮らすヴィッキーと離婚後も時々電話で会話するなど良好な関係を継続している。しかし高校生のニックがある夜無断で外出してデヴィッドやカレンを心配させ、3日後に息子は帰ってくるが外出先で薬物を接種していた。
ニックの言動から薬物接種に気付いたデヴィッドは息子を車に乗せて薬物治療リハビリセンターに向かい、息子をしばらく預けることに。4週間後センターに訪れたデヴィッドとカレンは、順調に回復してきたニックを見て安心するが数日後、息子は再び無断外出してまたもや両親を心配させる。センターまで会いに来たデヴィッドとカレンに、ニックはこれまで両親に隠れて様々な薬物接種を何度もしてきたことを告白する。夫婦は大きなショックを受けるが、デヴィッドは以前の素直な息子に戻ってほしいと、絆を深めるためニックと海でサーフィンをして楽しむ。
反省したニックは、先日合格していた大学への進学を決め、デヴィッド、カレン、ヴィッキーの励ましを受けて実家を出て一人暮らしを始める。大学生となったニックは他の学生と同じく勉強や恋をして過ごし、デヴィッドたち家族は休暇に帰省した息子を温かく迎える。しかし数日後違和感を感じるデヴィッドから薬物接種を疑われたニックは、父と言い合いになる。デヴィッドから「薬物を辞めるにはお前自身が頑張るしかない！」と叱られたニックは、予定を切り上げて大学に帰ってしまう。
ニックを立ち直らたいデヴィッドは数日間、薬物に詳しい医師や薬物依存症の人に会って薬物の知識や体験談を聞いて過ごす。喫茶店でニックと会ったデヴィッドは、息子から「5日間薬を辞めたが、ニューヨークに行くために200ドルが必要」と告げられる。しかしニックの様子から嘘をついていると疑うデヴィッドは息子とまた口論になり、苛立った息子はその場を後にする。息子を救ってやれないデヴィッドは帰宅後思い悩むが、カレンや2人の子たちから励まされて心を癒やす。
ある夜ニューヨークの病院からニックが運ばれたと聞いたデヴィッドは現地に駆けつけ、息子から「薬物はきっぱり辞める」と告げられる。ニックだけの頑張りでは治せないと思ったデヴィッドは、電話でヴィッキーに息子の薬物を打ち明けて相談する。ニューヨークの薬物治療施設に通わせることを提案したヴィッキーは、ニックを自宅で預かって久しぶりに母子で暮らし始める。施設で治療プログラムを行ったニックは、後日ヴィッキーが見守るなか薬物経験者の前で体験談を語り、「依存から立ち直った」と伝える。
薬をしなくなってから1年以上経ったある週末、ニックは久しぶりに帰省してデヴィッドたちと楽しい時を過ごす。その後大学を卒業したニックだが、欲求が抑えられずにまたしても薬物に手を出してしまう。ニックと連絡がつかなくなったデヴィッドは、ヴィッキーに電話をかけて「失踪したニックを探してくれ！」とつい感情をぶつける。居ても立っても居られないデヴィッドは、わざわざニューヨークに探しに行こうとし、カレンから「冷静になって！」と注意されて頭を冷やす。
当のニックは薬を買う金欲しさに恋人と共に留守中の実家にこっそり侵入し、金を盗もうと各部屋を物色する。しかしそこにデヴィッドたちが車で帰ってきたため、ニックと恋人は慌てて自分の車で逃げ出す。とっさに車でニックを必死に追いかけたカレンは、息子を救いたい一心で自然と涙が溢れ出すが、結局逃げられてしまう。しかしその後恋人が薬物の過剰摂取で倒れ、救急車を呼んだニックは自らも薬物接種していたため再び治療施設に入れられる恐れがあった。
もう施設に入りたくないニックはデヴィッドに電話し、「実家で父さんたちの力を借りて治療したい」と泣きながら懇願する。しかしニックを心配しては何度も裏切られたデヴィッドは疲弊し、「もう家族では救えない。施設で治療するしかない」と告げて電話を切る。後日ニックが薬物の過剰摂取で緊急搬送され、デヴィッドが病院に駆けつけた後、息子は奇跡的に一命を取り留める。処置を終えたニックは薬物に手を出したことを後悔するが、それでも辞められずに苦悩して涙する息子をデヴィッドは静かにただ優しく抱きしめる。

## キャスト
※括弧内は日本語吹替
- デヴィッド・シェフ - スティーヴ・カレル（飛田展男）
- ニック・シェフ（英語版） - ティモシー・シャラメ（入野自由）
  - 12歳のニック - ジャック・ディラン・グレイザー
  - 8歳のニック - ザカリー・リフキン
  - 4歳のニック - クエ・ローレンス
- カレン・バーバー - モーラ・ティアニー（本田貴子）
- ヴィッキー・シェフ - エイミー・ライアン（勝生真沙子）
- ローレン - ケイトリン・デヴァー
- スペンサー - アンドレ・ロヨ（英語版）
- ドクター・ブラウン - ティモシー・ハットン
- ローズ - リサ・ゲイ・ハミルトン
- ダイアン - エイミー・フォーサイス
- ジャスパー・シェフ - クリスチャン・コンヴェリー (天海由梨奈)
- デイジー・シェフ - オークリー・ベル
- ジュリア - ステファニー・スコット
- ディスティニー - リッキー・ロウ

## 登場人物
デヴィッド・シェフ
フリージャーナリスト。現実的な考え方の持ち主で世間体を気にする。普段は家族想いな性格だが短気な所があり、様々な話合いで相手と意見が合わない時は声を荒らげることもある。自宅で2匹の中型犬を飼っている。趣味は、サーフィン（実際にはボディボードに近い）。作中で、本作のタイトルと同名曲であるジョン・レノンの「ビューティフル・ボーイ」を歌うシーンがある。
ニックとの親子関係について、「どこの父親と息子よりも仲が良い」と思っている。ニックとの短い別れ（旅行などで数日間離れる等）の際、ハグをしながらお互いに「全てを（超えて愛しているよ）」と声をかけるのがお約束。ニックの薬物接種の事実を知って心配するようになり、特にハマっている「クリスタルメス」のことを調べ始める。
ニック・シェフ
ニックは愛称で、正式な名前は「ニコラス」。18歳。素直で明るく穏やかな性格で、家族想いな人物。普段は本を読んだり、文章を書いたり、絵を描くことが好きな他、たまにデヴィッドと海でサーフィンをしたり、高校時代は水球にも熱中していた。物語開始前に受験した大学6校に合格し、その後サンフランシスコの大学の文学部らしき学部の大学生となる。チャールズ・ブコウスキーのとある詩が大好き。大学卒業後は就職するが、詳細は不明。
物語の前半で薬物接種したことをデヴィッドに打ち明けるが、実際には16歳頃から家族に隠れて様々な薬物を常用しており、「クリスタルメス」は2、3か月前から始めた。薬物接種をするとその時々によってテンションが異様に高くなったり、デヴィッドが言った些細な言葉にイライラして突っかかるなど性格がガラッと変わる。また、実家の自室に保管したプライベートなノートには、不気味なイラストを色々と描いている。
4歳のニック
デヴィッドと喫茶店に訪れる。座席に座って注文する前、デヴィッドがクリンゴン語で言った言葉を当てるクイズに答える。
8歳のニック
両親の離婚後、ヴィッキーとの再会を楽しみにしている。ヴィッキーが暮らすロサンゼルスに向かおうとデヴィッドと空港に行くが、飛行機に初めて一人で乗ることに不安を感じたため、父から励まされる。
12歳のニック
両親の離婚後も夏休みなどを利用して一人で飛行機に乗ってロサンゼルスに向かい、母・ヴィッキーと数日間を過ごしてきた。素直で明るい性格で、デヴィッドの車に乗る時にパンクロックっぽい歌に合わせてテンション高く歌うこともあった。
カレン・バーバー
デヴィッドの現在の妻。デヴィッドとの間にできた幼い兄妹（次男、長女）の母。義理の息子であるニックからはカレンと呼ばれており、親子仲は良好。職業が画家なのか趣味かは不明だが、主婦業の傍ら自宅で大きなキャンバスに筆で絵を描いたり、水性絵の具を入れた水風船のようなものをキャンバスに投げて破裂させる形で描くなどしている。薬物に手を出したニックを心配し、地元のリハビリセンター治療を受ける息子に会いにデヴィッドと訪れる。しかし、時に感情的になるデヴィッドと言い合いになったり、夫がニックと口論になったり、妻として（義理の）母親として悩みながらも落ち着かない日々を送る。
ヴィッキー
デヴィッドの前妻で、ニックの実母。現在はロサンゼルスで働きながら、広い一軒家で一人暮らししている。デヴィッドとは離婚後もニックの両親として電話でやり取りを続けており、ニックも子供の頃から休暇を使って自宅に泊りがけで泊まりに来るなど母子の関係を継続してきた。ただし、ここ最近はニックが遊びに来てくれないため、寂しがっている。作中で久しぶりにロサンゼルスにやって来たニックとの再会を喜び、デヴィッドに「ニックが薬物治療をする間の面倒を見る」と告げて息子の治療生活を精神的に支える。
ジャスパー・シェフ
ニックの弟。ニックが12歳頃に生まれた。ニックが18歳の時点で、自身は小学校低学年ぐらい。自身も妹・デイジーも、ニックのことが大好きで、高校生のニックが休日の日やその後大学生となった兄の休暇などに自宅庭で遊ぶなどしている。ある日泣きながら、自身の貯金箱のお金が失くなったことをデヴィッドに伝える。後日、デヴィッドが「ニックに電話をかけても全然出ない」と聞き、「ニックの携帯電話にメールを送ったら？」と助言する。
デイジー・シェフ
ジャスパーの妹。ニックが18歳の時点で小学校低学年ぐらい。ある日お金を失くしたジャスパーから、「デイジーが盗んだ」と疑われたためケンカになる。作中では、地元の何かの集まりで他の子どもたちと歌を歌ったり、子供の水泳大会にジャスパーと参加したり、家族でニックの卒業式を見守ったりしている。
ドクター・ブラウン
薬物に詳しい専門家。本作の冒頭でデヴィッドが自身の事務所に訪れ、彼から19歳のニックが薬物依存になった経緯を聞く。デヴィッドから、ニックが特にハマっている「クリスタルメス」という薬物に尋ねられ、脳への影響などを詳しく説明する。
ゴールドブラム
ニックが物語の前半で入る薬物リハビリセンターの女性センター長。薬物治療のためにニックを連れてきたデヴィッドの話を聞く。センターでは精神科医と内科医による診察と、患者同士のグループセッションを毎日するなどきめ細やかな対応をしていることを伝える。4週間の回復プログラムを終えた数日後、電話でデヴィッドに「薬物接種の再発は、回復過程の一環で患者たちにはよくあること。気を落とさないで下さい」と告げる。
薬物依存症の若い女性
とある街かどに立っていたところ、クリスタルメスについてよく知りたいデヴィッドから声をかけられる。デヴィッドのおごりでファストフード店で食事をしながら、クリスタルメスなどの薬物を接種した時の状態及び治療施設に入った自身の過去や家族との関係について語る。
ローレン
ニックの大学時代の恋人。ニックと同じ文学系の学部に所属している模様。講義で詩を読むニックに異性として興味を持ったのをきっかけに親しくなり、ほどなくして交際を始める。大学で一緒に勉強したり、自身の家に食事に招待するなどしていたがその後破局。大学卒業して間もないある夜に、とある街でニックと再会する。その際薬の密売人から薬を買ったニックに誘われ、彼の自宅で初めて薬物を接種する。後日ニックと彼の実家に訪れて金目の物を物色する。
スペンサー
ニックの知人。大学を卒業して間もないニックと電話で会話し、薬物から離れた後も時々薬物を欲する気持ちが生じるため、再び手を出さないよう助言する。
ローズ
ダイアン
ジュリア
ディスティニー

## 製作
2008年、パラマウント・ピクチャーズとプランBエンターテインメントがデヴィッド・シェフの『Beautiful Boy: A Father's Journey Through His Son's Addiction』の映画化権を購入した。スタジオとプロデューサーは本を原作とし、麻薬中毒に悩む息子と無力な父親を描くことを宣言した。2011年、本の著者と映画監督のキャメロン・クロウが本に基づく脚本を執筆と発表された。1年後、クロウが彼の監督作『アロハ』の製作が終了した後、自身が書いた脚本をもとに本作の監督を務めることを希望していることが分かった。同時にプロジェクトからパラマウントが抜け、新たにニュー・リージェンシー・プロダクションズが参加した。2013年12月、マーク・ウォールバーグがクロウの監督の下で、父親の役を演じることが決定した。
2015年、バラエティはフェリックス・ヴァン・フルーニンゲンがルーク・デイヴィスが執筆した新しい脚本をもとに、監督を務めることが決定した。2017年1月、ウォールバーグが降板しスティーブ・カレルが父親役、ウィル・ポールターが息子役として出演することが決定した。ブラッド・ピット、デデ・ガードナー、ジェレミー・クライナーがプロデューサーとして参加している。同年2月、ポールターが降板しティモシー・シャラメが息子役として出演することが決定した。ヴァン・フルーニンゲンは200本以上のオーディションテープから誰がニックを演じるにふさわしいか吟味した結果、シャラメがふさわしいとすぐに気付いた。ヴァン・フルーニンゲンは「オーディションの時に、私たちは意図的に[有名な俳優]を選んでいなかったが、[彼の名声]が若者を映画館に連れて来れるのならば、それだけで拍手を送るに値する。」と語った。同年3月、エイミー・ライアン、モーラ・ティアニー、ケイトリン・ディーヴァー、ティモシー・ハットン、リサゲイ・ハミルトンがキャストに加わった。2017年4月、アンドレ・ロヨがキャストに加わった。撮影に先立ち、ヴァン・フルーニンゲンは2週間のリハーサルを行った。映画のリハーサルはベルギーでは普及しているが、ハリウッドではほぼ行われていない。

### 撮影
主要な撮影は、2017年3月27日に始まり、2017年5月までロサンゼルスとサンフランシスコ周辺で撮影された。ヴァン・フルーニンゲンによれば、最初に撮影されたシーンは最も強烈で、シャラメ演じるニックが薬物中毒で入院しているシーンだったという。シャラメは入院のシーンを演じるにあたって、撮影の数週間前に体重の減量を指示された。その後、残りの撮影を完了するために休息した。シャラメは、撮影中に数多くの「医者の訪問」と「緊急コール」があったと述べている。
映画の編集には合計7ヵ月かかったが、その間に映画は何度も再切断された。当初、ヴァン・フルーニンゲンの長年の編集技師であるニコ・ルーネンはこのプロジェクトに関与していなかった。しかし、ヴァン・フルーニンゲンは編集プロセスに不満を抱き、ルーネンをロサンゼルスに連れて映画を作った。

## 公開
本作は、2018年9月7日に開催されるトロント国際映画祭で世界初上映された。本作は、アメリカで2018年10月12日に公開された。日本では、2019年10月15日にAmazonプライムで配信された。

## 評価
本作は批評家から肯定的な評価を受けている。Rotten Tomatoesでは262の批評家レビューのうち67%が支持評価を下し、平均評価は10点中6.5点、批評家の一致した見解は「『ビューティフル・ボーイ』は物語の感情的なインパクトの控えめさを補うのに充分な力強さのある見せ場をティモシー・シャラメとスティーヴ・カレルが何度も見せてくれる。」となった。MetacriticのMetascoreは45の批評家レビューに基づいて、100点中62点となった。